# Elisha Owusu
Elisha Owusu, né le 7 novembre 1997 à Montreuil, est un footballeur international ghanéen. Il évolue au poste de milieu défensif à l’AJ Auxerre.

## Biographie
Elisha Owusu commence le football dans les Bouches-du-Rhône notamment au FC Air Bel, avant de rejoindre le FC Bourgoin-Jallieu en 2009.

### Olympique lyonnais
Il débarque au centre de formation de l'Olympique lyonnais en 2010, alors âgé de 13 ans. Avec les jeunes de l'OL, il est sacré champion de France des moins de 17 ans en 2014, et il est capitaine de l'équipe en Youth Cup. Il est également capitaine de l'équipe réserve. Toutefois, en avril 2016, il est victime d’une grave blessure au talon d’Achille qui le tient éloigné des terrains pendant plusieurs mois.
Il signe son premier contrat professionnel avec Lyon le 23 février 2017, et figure à plusieurs reprises dans le groupe professionnel lors de la saison 2017-2018, sans effectuer d'entrée en jeu. En juin 2018, l'Olympique lyonnais le prête en Ligue 2 au FC Sochaux sans option d'achat.

#### Prêt au FC Sochaux
Il joue son premier match en Ligue 2 le 27 juillet 2018, lors de la première journée de championnat, face au Grenoble Foot 38 (défaite 1-0). Il enregistre sa première victoire en Ligue 2 le 10 août, lors de la troisième journée, sur la pelouse de l'AC Ajaccio. Il réalise une saison pleine avec le club sochalien avec 36 matchs disputés toutes compétitions confondues et plus de 3 000 minutes de jeu. Malgré la saison difficile du FC Sochaux qui lutte pour son maintien tout au long de la saison, finissant 16e de Ligue 2, il voit cette aventure comme une leçon qui va l'aider dans sa carrière, estimant pouvoir aller n'importe où après cette expérience et conseillant à tous les joueurs de venir se lancer en Ligue 2.

### La Gantoise
En juin 2019, il est transféré à La Gantoise pour un montant s'élevant à un million d'euros assorti d'un intéressement de 20 % de la plus-value sur un futur transfert.
Il joue son premier match de championnat de Belgique le 28 juillet 2019, lors de la première journée de championnat, sur la pelouse du Sporting Charleroi (1-1). Il enregistre sa première victoire en Jupiler League lors de la deuxième journée de championnat, avec un carton lors de la réception de l'AS Eupen (6-1). Il découvre la Ligue Europa avec le club belge, ne loupant aucune rencontre de cette campagne européenne des tours préliminaires à l'élimination en seizièmes de finale face à l'AS Rome. Après 29 journées de championnat, n'en ayant loupé que deux, il fait partie du top 5 des milieux ayant récupéré le plus de ballons.

### AJ Auxerre
Le 16 janvier 2023, il s'est engagé jusqu'en juin 2026 en faveur de l'AJ Auxerre et portera le numéro 42. Il marque son premier but professionnel le 23 septembre 2023 au stade de l'Aube contre Troyes. En juin 2024, il prolonge son contrat jusqu'en juin 2027.

### En équipe nationale
Il est sélectionné avec le Ghana pour la première fois en mars 2022 et entre en jeu contre le Nigéria lors d'un match nul un partout comptant pour les éliminatoires de la Coupe du monde 2022. Le 14 novembre 2022, il est sélectionné par Otto Addo pour participer à la Coupe du monde 2022 mais reste sur le banc lors des trois matchs de poule de laquelle le Ghana ne ressort pas. 
Le 31 décembre 2023, il est retenu dans la liste des vingt-sept joueurs ghanéens sélectionnés par Chris Hughton pour disputer la Coupe d'Afrique des nations 2023. Il prend part au second match de poule contre l'Egypte en entrant lors la dernière minute de jeu et le Ghana est éliminé dès la phase de poule.

## Statistiques détaillées
| Saison                | Club                          | Championnat           | Championnat | Championnat | Championnat | Coupe nationale | Coupe nationale | Coupe nationale | Coupe de la Ligue | Coupe de la Ligue | Coupe de la Ligue | Compétition(s) continentale(s) | Compétition(s) continentale(s) | Compétition(s) continentale(s) | Compétition(s) continentale(s) | Total | Total | Total |
| Saison                | Club                          | Division              | M.          | B.          | P.d.        | M.              | B.              | P.d.            | M.                | B.                | P.d.              | Comp.                          | M.                             | B.                             | P.d.                           | M.    | B.    | P.d.  |
| 2018-2019             | FC Sochaux-Montbéliard (prêt) | Ligue 2               | 33          | 0           | 1           | 2               | 0               | 0               | 1                 | 0                 | 0                 | -                              | -                              | -                              | -                              | 36    | 0     | 1     |
| 2019-2020             | KAA La Gantoise               | Jupiler Pro League    | 27          | 0           | 0           | -               | -               | -               | -                 | -                 | -                 | C3                             | 14                             | 0                              | 0                              | 41    | 0     | 0     |
| 2020-2021             | KAA La Gantoise               | Jupiler Pro League    | 25          | 0           | 0           | 3               | 0               | 0               | -                 | -                 | -                 | C1+C3                          | 3+4                            | 0                              | 0                              | 35    | 0     | 0     |
| 2021-2022             | KAA La Gantoise               | Jupiler Pro League    | 23          | 0           | 0           | 4               | 0               | 0               | -                 | -                 | -                 | C4                             | 8                              | 0                              | 0                              | 35    | 0     | 0     |
| 2022-2023             | KAA La Gantoise               | Jupiler Pro League    | 9           | 0           | 0           | 2               | 0               | 0               | -                 | -                 | -                 | C4                             | 4                              | 0                              | 0                              | 15    | 0     | 0     |
| Sous-total            | Sous-total                    | Sous-total            | 84          | 0           | 0           | 9               | 0               | 0               | -                 | -                 | -                 | -                              | 33                             | 0                              | 0                              | 126   | 0     | 0     |
| 2022-2023             | AJ Auxerre                    | Ligue 1               | 0           | 0           | 0           | 1               | 0               | 0               | -                 | -                 | -                 | -                              | -                              | -                              | -                              | 1     | 0     | 0     |
| 2023-2024             | AJ Auxerre                    | Ligue 2               | 33          | 1           | 2           | 1               | 0               | 0               | -                 | -                 | -                 | -                              | -                              | -                              | -                              | 34    | 1     | 2     |
| 2024-2025             | AJ Auxerre                    | Ligue 1               | 28          | 1           | 3           | 1               | 0               | 0               | -                 | -                 | -                 | -                              | -                              | -                              | -                              | 29    | 1     | 3     |
| Sous-total            | Sous-total                    | Sous-total            | 61          | 2           | 5           | 3               | 0               | 0               | -                 | -                 | -                 | -                              | -                              | -                              | -                              | 64    | 2     | 5     |
| Total sur la carrière | Total sur la carrière         | Total sur la carrière | 178         | 2           | 6           | 14              | 0               | 0               | 1                 | 0                 | 0                 | -                              | 33                             | 0                              | 0                              | 226   | 2     | 6     |

## Palmarès
Il remporte la Coupe de Belgique en 2022 avec KAA La Gantoise après avoir été vice-champion de Belgique en 2020.
Il est champion de France de Ligue 2 en 2024 avec l'AJ Auxerre.